# Diocletianus termái
Diocletianus termái az ókori Róma városának és egyben a Római Birodalomnak a legnagyobb közfürdője volt. Mintegy 13 hektár területen csupán nyolc év alatt, 298 és 306 között épült a Viminalis, Róma hét dombja közül a legkisebb északkeleti platóján. Építését Maximianus kezdeményezte társcsászára, Diocletianus tiszteletére, majd mindkettőjük lemondása után Constantius uralkodása idején adták át. Nagyságra területileg körülbelül megfelelt Caracalla termáinak, de belső kiépítettsége, épületeinek mérete miatt Thébai Olümpiodórosz szerint kétszer annyi ember, mintegy 3000 fürdőző használhatta egyszerre.
A fürdőkomplexum 597-ig maradt használatban, akkor a nyugati gótok Róma ostroma során lerombolták a vizet hozó vezetékeit és többé már nem is állították helyre. A középkorban építőanyag-forrásként, kőbányaként használták, majd főleg a 16. század folyamán nagyarányú átalakításokat végeztek a területén. Raktárakat alakítottak ki, majd Michelangelo tervei alapján az egykori frigidariumban megépítették a Santa Maria degli Angeli e dei Martiri-templomot.
A tervszerű ásatások a 20. század elején kezdődtek el és két évtizeden át tartottak. 1890-ben itt helyezték el az akkor alapított Museo Nazionale Romano gyűjteményének egy részét, az épületcsoport egy része jelenleg is múzeumként működik.

## Elhelyezkedése

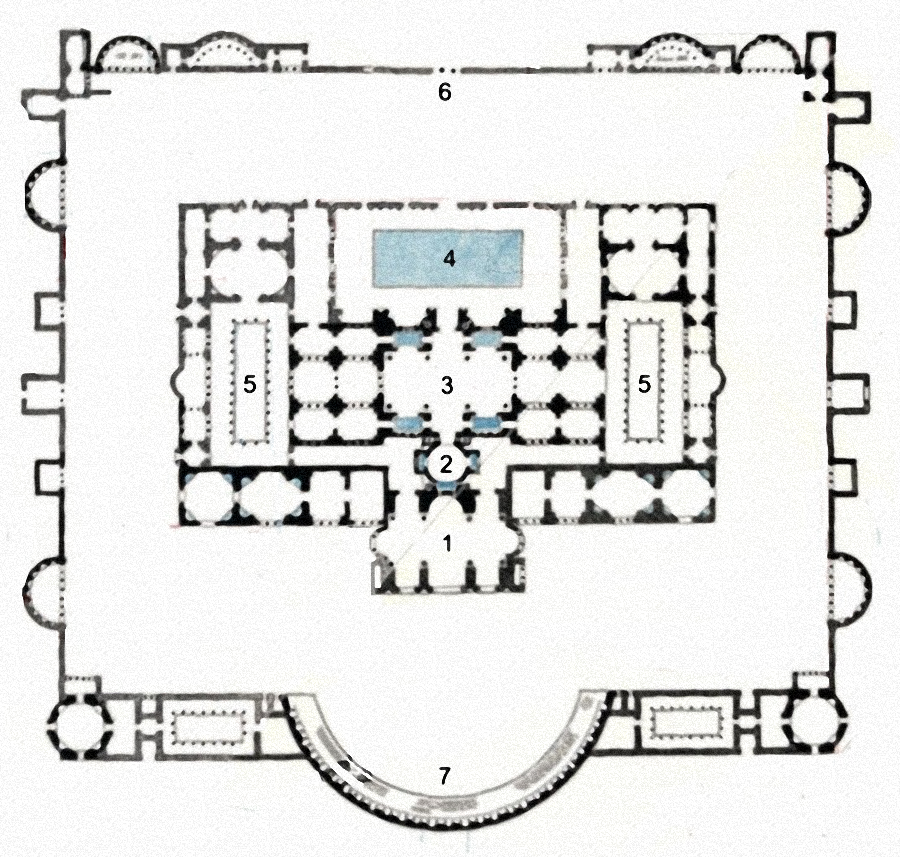

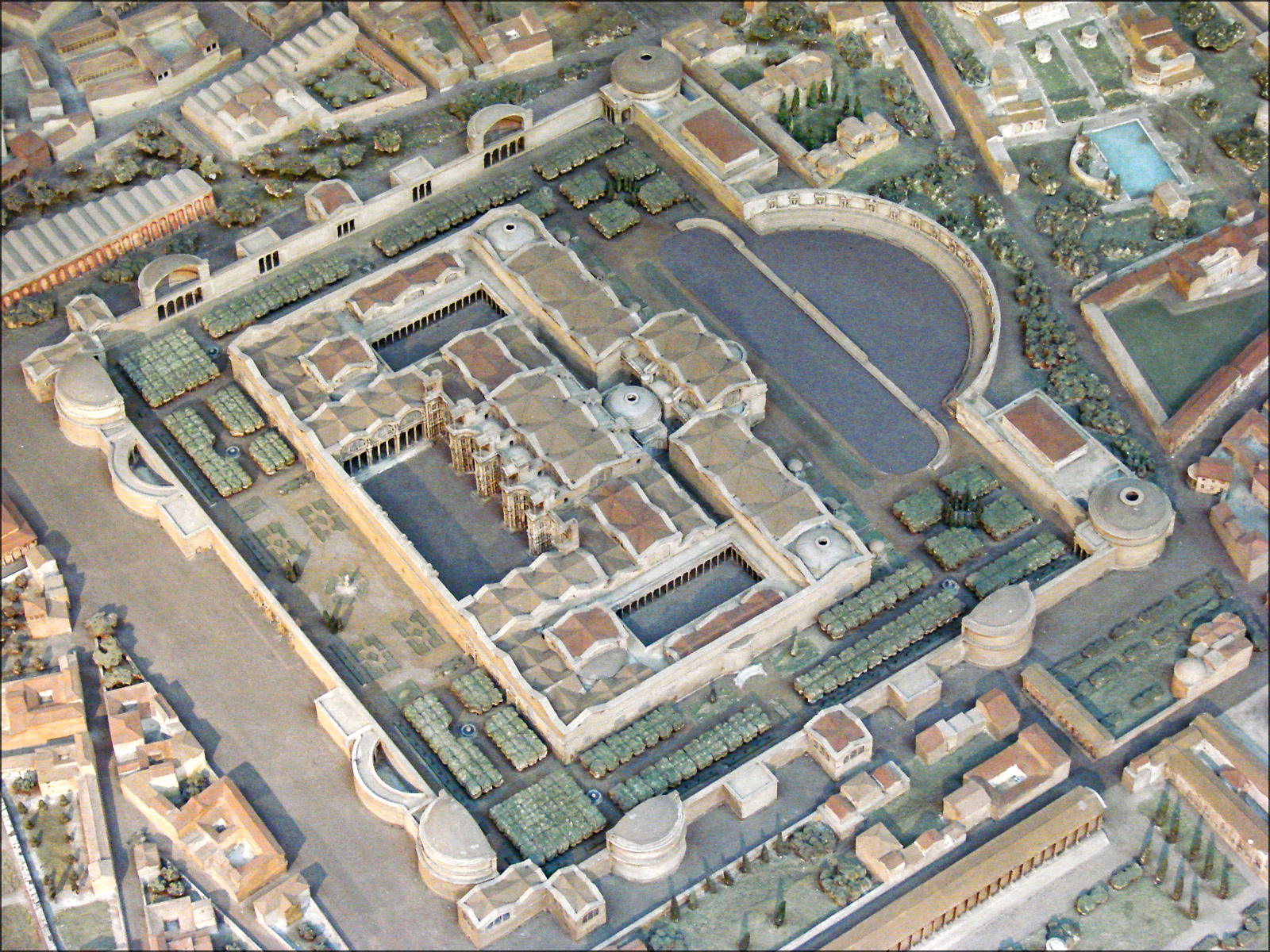
Az épületkomplexum makettje

Az épületek maradványai, a fürdő körvonalai a 21. században is meghatározzák a terület városképét. A központi helyzetű Santa Maria degli Angeli e dei Martiri-templommal szemben, az egykori exedra helyén jött létre a csaknem teljes félkör alakú Piazza della Repubblica, hűen követve az egykori római épület alapvonalait. A komplexum nyugati (az alaprajzon bal alsó) sarkán létezett kör alakú épületben hozták létre a középkorban a San Bernardo alle Terme-templomot. Ez ma több utcányi távolságban van a fürdő maradványainak központi részétől. Ennek az épületnek a keleti megfelelője a Via del Viminale utcában ékelődik be a mai lakóépületek közé.

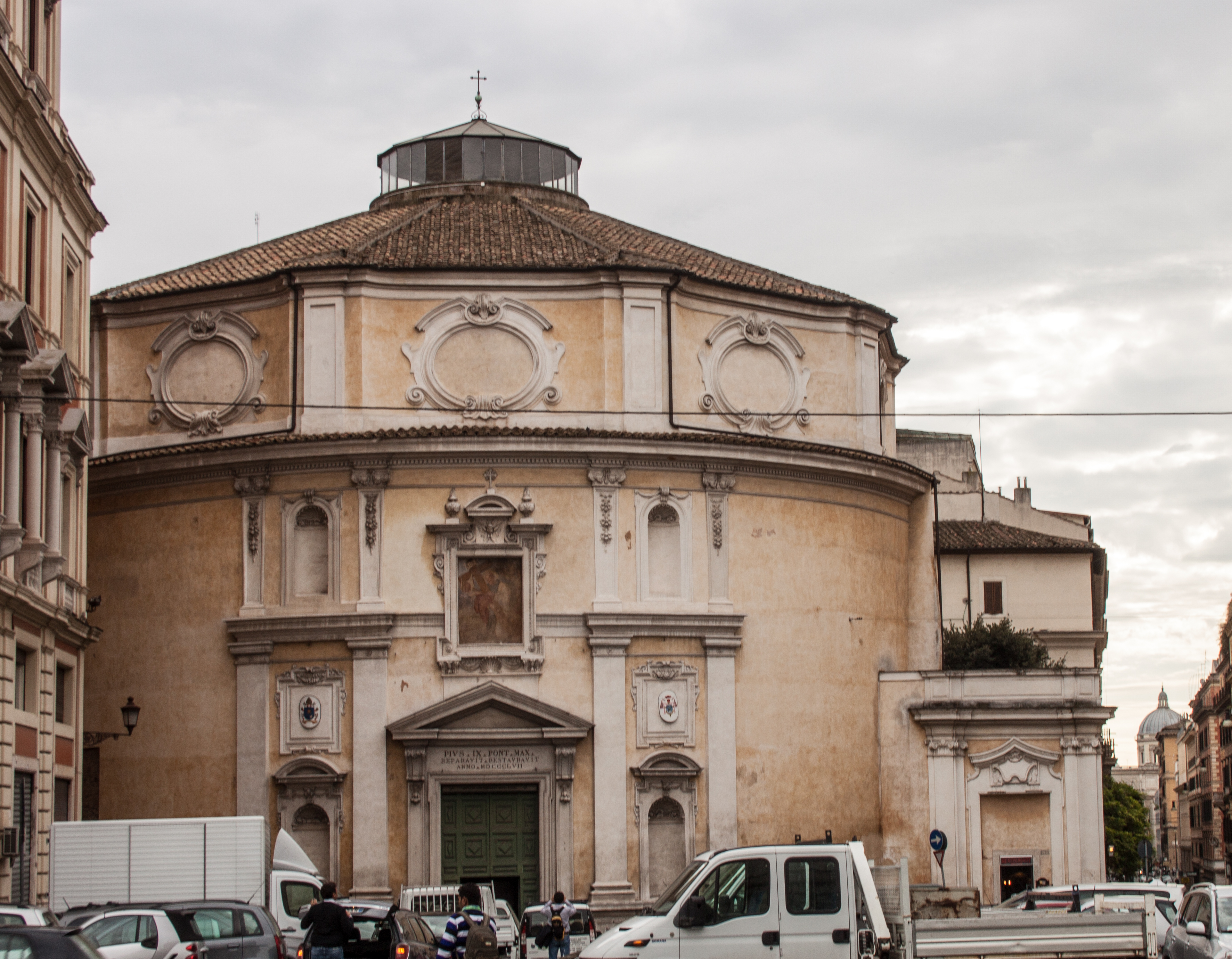
A San Bernardo-templom, a fürdőkomplexum nyugati sarkán lévő hengeres épületből alakították át
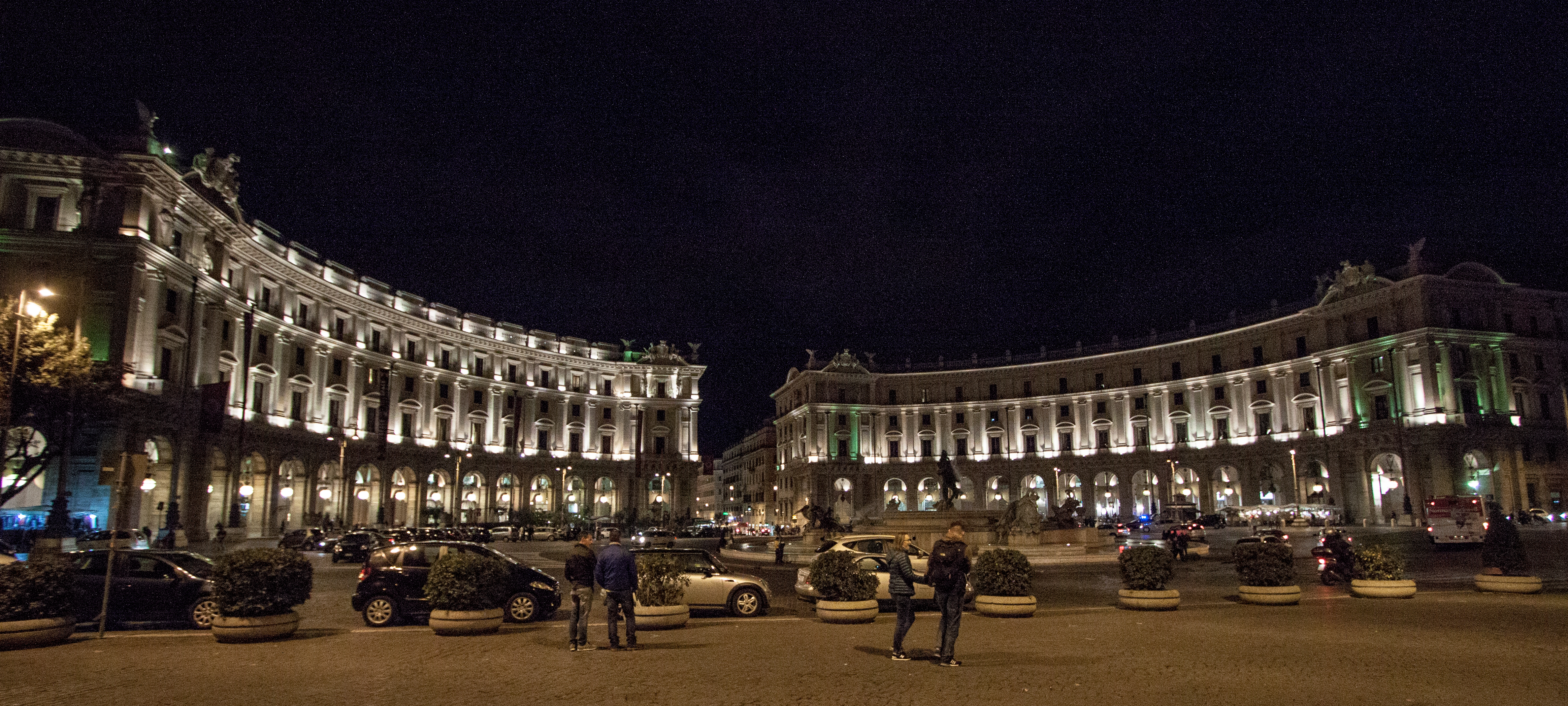
A Piazza della Repubblica köríves palotasora a fürdő déli falán elhelyezkedő exedra nyomvonalán épült
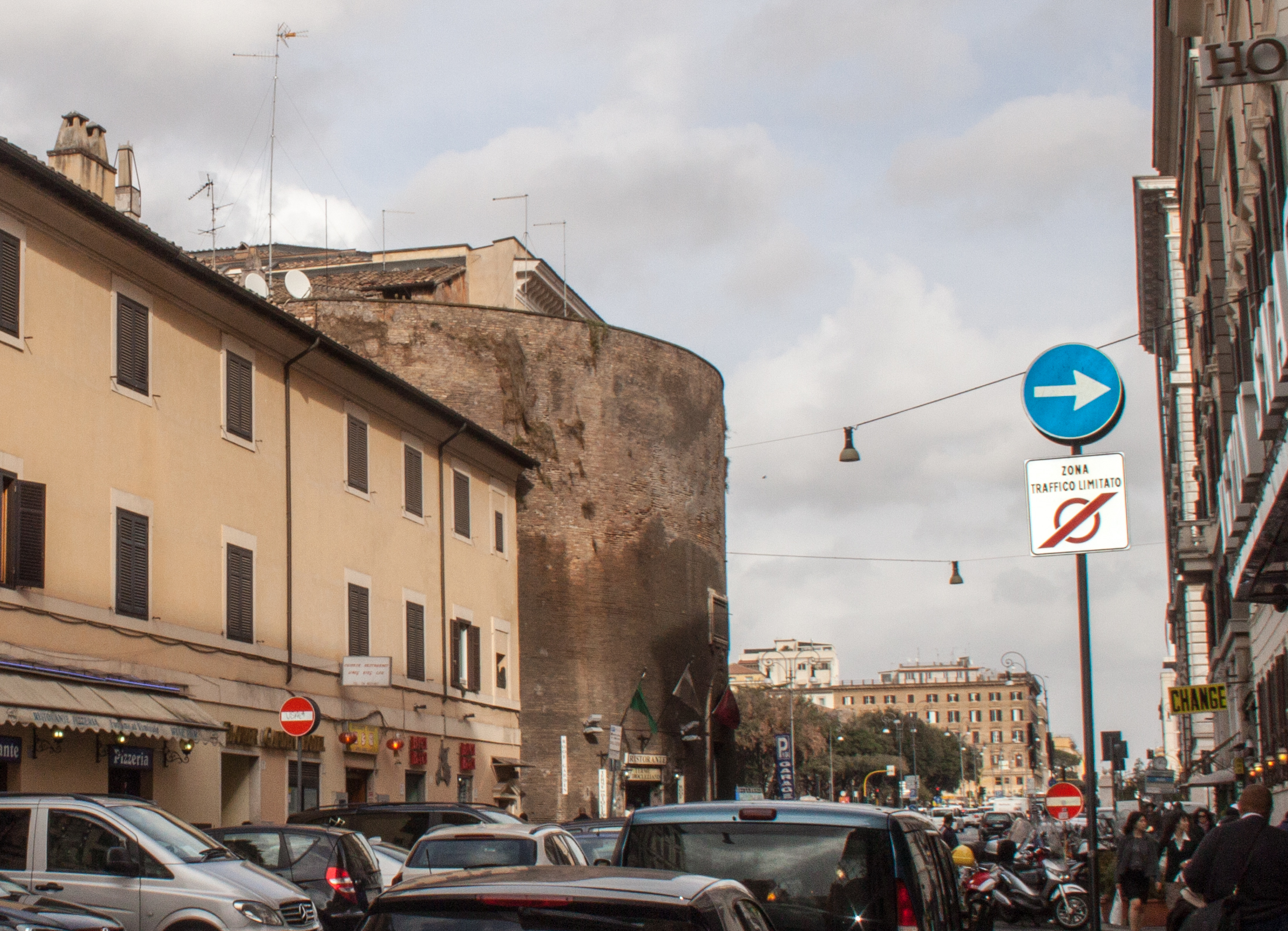
A keleti hengeres saroképület maradványa a Via del Viminale házai között. A középkorban többek között magtárként szolgált

## Története

### Ókor és középkor

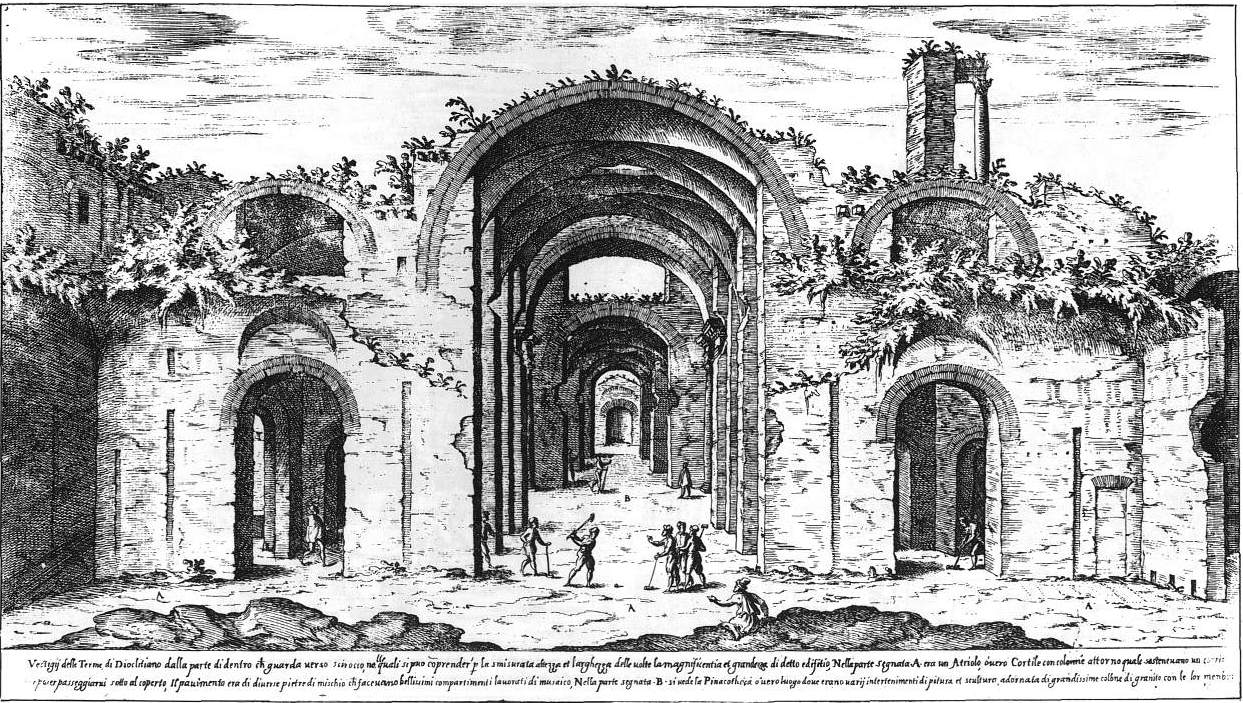
Etienne Du Pérac a fürdőről készített rajza, 16. század közepe

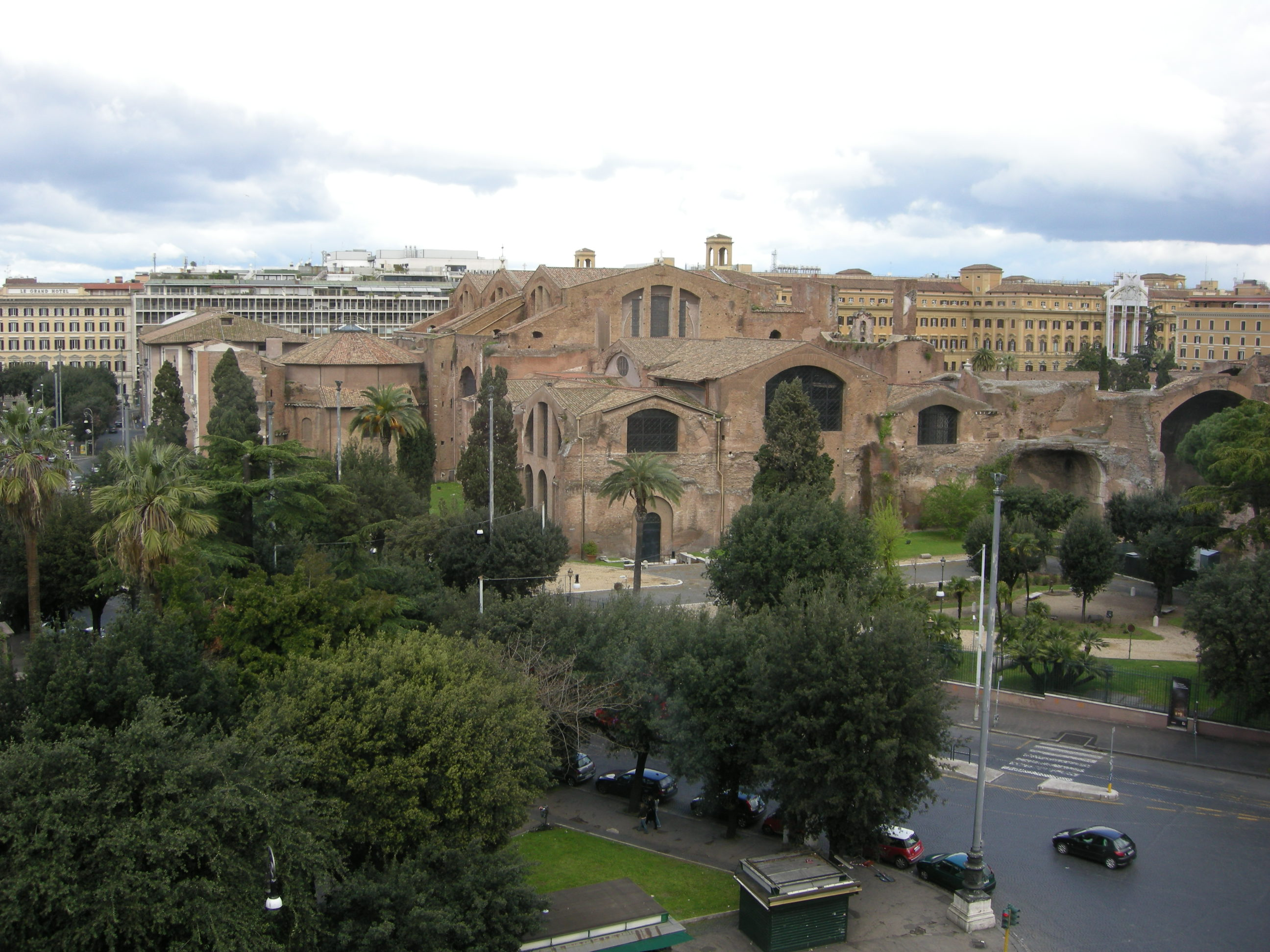
A fürdő romjai

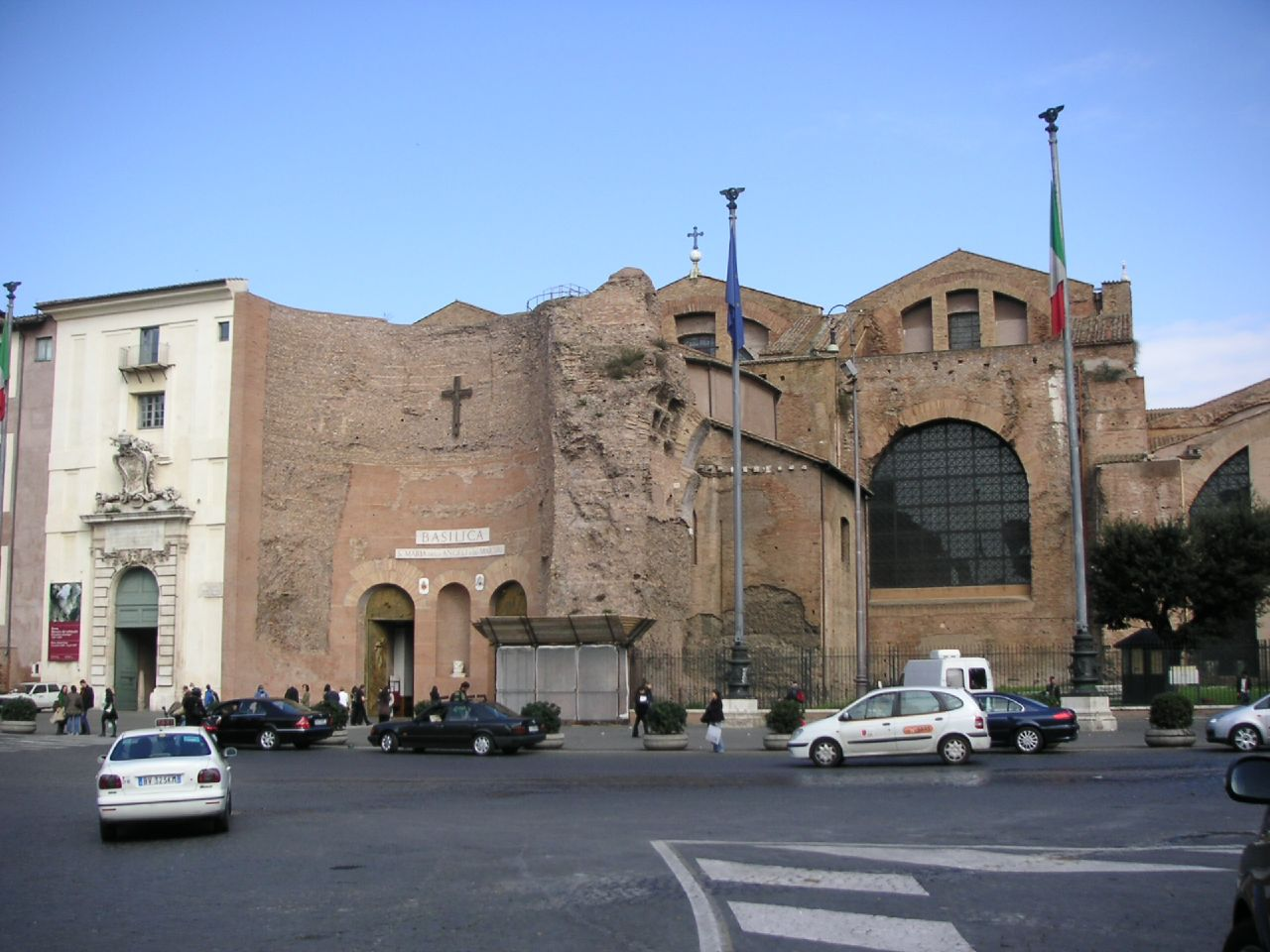
A Santa Maria degli Angeli-templom homlokzata

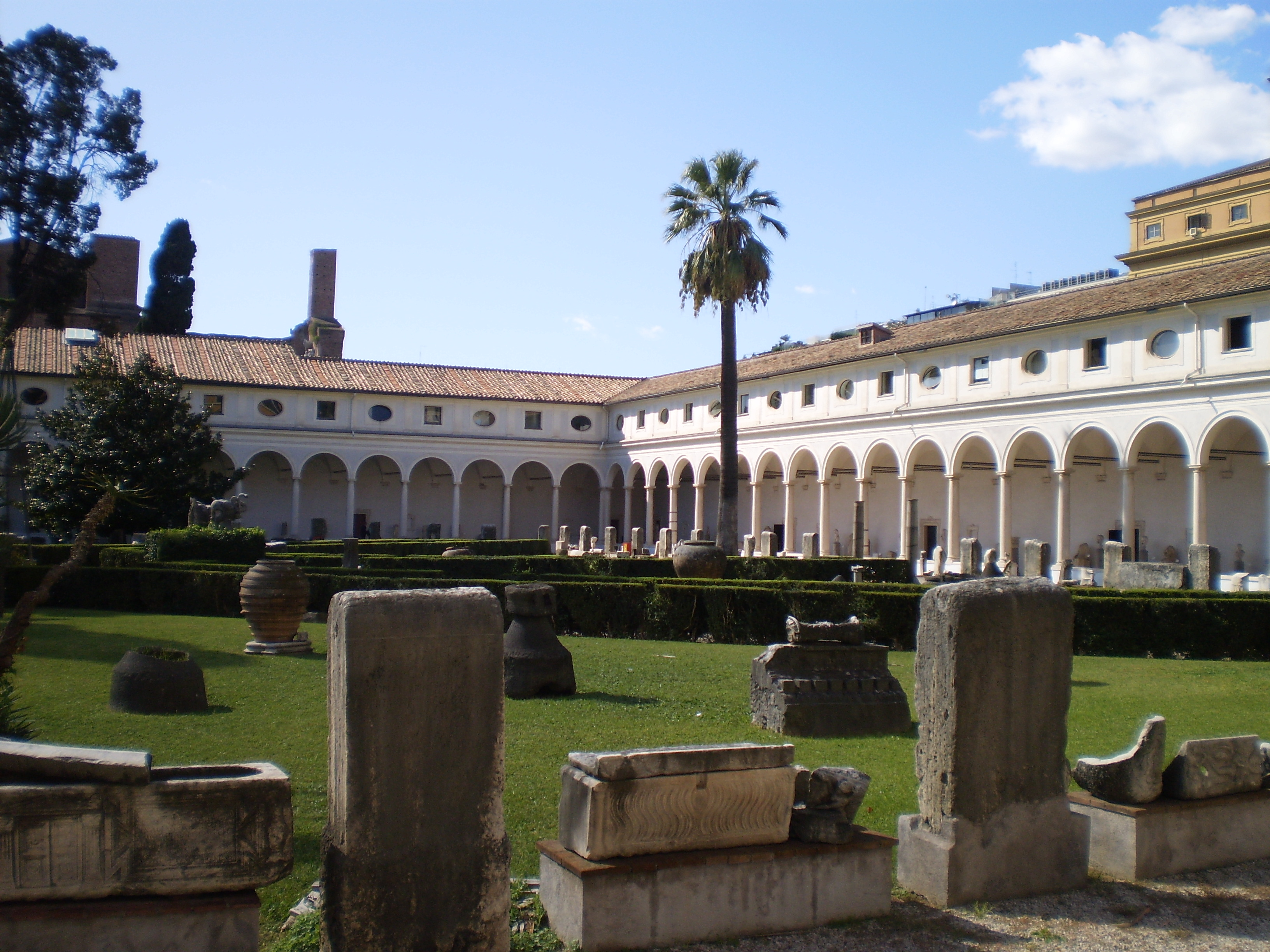
A karthauzi nagy kolostor

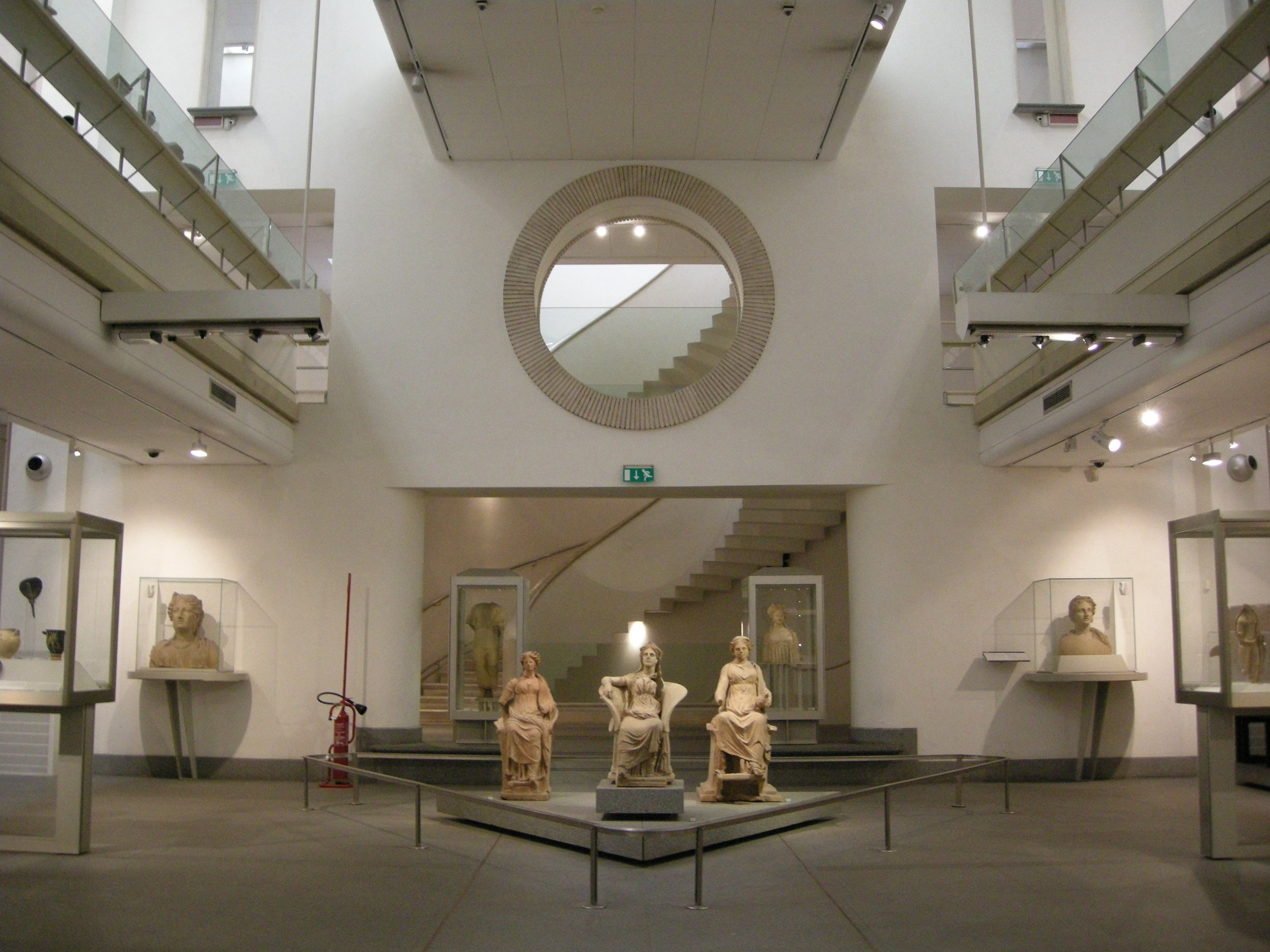
A Museo Nazionale Romano egyik terme

Diocletianus termáit az ókori Róma egyik legsűrűbben lakott körzetében építették fel a 3. század végén és a 4. század elején. Ez volt a város legnagyobb fürdőkomplexuma, melyet egyszerre háromezer ember látogathatott, majdnem kétszer annyian, mint Caracalla termáit.
A munkálatok megkezdése előtt számos magántulajdonban lévő házat kellett megvásárolni. Néhány ilyen domus maradványait a 19. század végén és a 20. század hatvanas éveiben folytatott ásatások során tártak fel. A magánházak mellett középületeket is lebontottak, ciszternákat szüntettek meg és megsemmisült Calpurnius Piso Frugi emlékműve is. A bontási munkálatok befejezése után a terület szintkülönbségeit feltöltötték. Az ásatások során kiderült, hogy a korábbi épületeknek csak a felső részét bontották el, amit lehetett bennehagytak az épülő fürdő alapzatában. A töredékesen fennmaradt dedikációs feliratból kiderül, hogy az építkezést 298 őszén kezdték el, és valamikor 305 tavasza és 306 nyara között fejezték be. Az első helyreállítási munkákat 410 körül végezték, amikor Alarich gót király elfoglalta a város. Ebből a korból egy faragott oszlopfőt és épületelemek darabjait tárták fel. Az 5. században a külső fal északnyugati részén építették fel Szent Cyriacus templomát, aki a 4. században a fürdő mellett lakott és az építkezésen dolgozó keresztény raboknak nyújtott segítséget. A fürdőt egészen a 6. századig használták, amikor a gót támadások alatt ostromlók először Vitigis király parancsára 537-ben elvágták a vízvezetéket, majd Totila seregei 546-ban tovább pusztították az épületet. Ezután a fürdőt sokáig kőbányának használták, a pusztítást tűzvészek és földrengések is fokozták. Időnként a fürdő egyes részeit temetőként hasznosították. A pusztítások ellenére a fürdő romjait sokan látogatták, a Rómába látogató zarándokok egyik nem hivatalos célpontja volt. Olyan híres személyiségek keresték fel, mint például az angol teológus Maestro Gregorio a 13. század elején és Petrarca. A fürdő díszítésének egy jelentős része a 15. században még a helyén volt, akkori állapotáról számos forrás maradt fenn. A 15. és a 16. században nagyszámú rajzot és metszetet készítettek olyan híres művészek, mint Donato Bramante, Antonio és Giuliano Sangallo, Jacopo Sansovino, Baldassare Peruzzi és Andrea Palladio.

### 16. század
A 16. században a Caldarium területét lovaglópályának, néhány másik helyiségét raktárnak használták. A kisebb termekben lakásokat alakítottak ki, a fürdő mellett zöldséget termesztettek. 1548-ban Jean du Bellay bíboros I. Ferenc francia király udvarának befolyásos diplomatája megvásárolt egy birtokot, amelyhez hozzátartozott a fürdő romjainak délnyugati része is. A műgyűjtő bíboros 1554-ben egy "régészeti parkot" alakíttatott ki a területen, ahol ókori szobrokat állítottak ki. Bellay 1560-ban bekövetkezett halála után örököseinek el kellett adniuk a birtokot, amelyet nyolcezer aranyért vásárolt meg Carlo Borromeo bíboros, majd ugyanekkora összegért továbbadta nagybátyjának, IV.Piusz pápának. IV. Piusz 1561. július 27-én kiadott pápai bullájában adott utasítást a Santa Maria degli Angeli-templom megépítésére a frigidarium területén. A misék megtartását a karthauzi rendre bízták, a szerzetesek számára egy kolostort építettek a fürdő területén. A Santa Maria degli Angeli-templom kialakítása és díszítése 1562-ben kezdődött Michelangelo tervei alapján és a század nyolcvanas éveiben fejeződött be. Michelangelo érintetlenül hagyta az eredeti frigidarium szerkezetét, a templomot a meglévő keretbe építették be és 1565-ben szentelték fel. Ezzel egy időben a karthauziak saját költségükön elkezdték építeni kolostorukat Giacomo del Duca tervei alapján. A kisebb kolostort a natatio egyik részére, a nagyobb kolostort, amelyet 1565-ben fejeztek be a fürdő közepe és a külső fal északi része közé építették. 1575-ben XIII. Gergely pápa a caldarium északi oldalán lévő termeket gabonaraktárrá alakíttatta át. A helyiségeket később többször is kibővítették V. Pál és VIII. Orbán pápák uralkodása alatt. Később a fürdő egy részét V. Szixtusz idejében lebontották. A pápa még trónra lépése előtt 1576-tól nagy földterületeket vásárolt meg a fürdő közelében és itt épült fel Domenico Fontana vezetésével a Montalto Peretti villa. A bontást 1587 és 1589 között végezték. Ezenkívül egy új utat is építettek a Porta Tiburtina irányába, amelyhez le kellett rombolni a külső fal déli sarkát. A hatalmas mennyiségű törmelékkel a terület egyenetlenségeit töltötték fel. A 16. század második felében a külső fal délkeleti részén istállókat és szénatárolót építettek, a fennmaradt helyiségekben kereskedőknek alakítottak ki lakásokat. 1594 és 1596 között Caterina Sforza III. Gyula pápa unokahúga az esedrában felépítette a Santa Caterina in Thermis-templomot, amelyet 1870-ben lebontottak. 1598-ban szintén az ő megbízásából épült a külső fal délnyugati részén a San Bernardo alle Terme-templom, amelyet 1600-ban fejeztek be.

### 18. és 19. század
A következő jelentős átalakítást a 18. században végezték, amikor Luigi Vanvitelli 1749-ben Bichi bíboros megbízásából kibővítette a Santa Maria degli angeli-templomot. 1754-ben XIV. Benedek pápa idejében felújították a gabonaraktárakat és egy kápolnát építettek Szent Izidor tiszteletére (Sant'Isidoro in Thermis). 1764-ben XIII. Kelemen pápa olajraktárat alakíttatott ki a gabonaraktárak mellett, 1772-ben egy kelmefestő manufaktúrát költöztetett a fürdő egy részébe, más helyiségekbe pedig a gabonaraktárak őrző katonák költöztek be. A francia megszállás idején 1809 és 1814 között a kolostort kaszárnyává alakították, a Santa Maria degli Angeli e dei Martiri-templomot eladták egy magánszemélynek aki raktárként használta. 1861 után a nagyarányú római városrendezés alatt az épületkomplexum újból komoly károkat szenvedett. A Termini pályaudvar építése után (1874) lebontották az esedrát és a külső fal északkeleti részét. Később a további városrendezés, például a piazza dell’Esedra (Exedra tér) kialakítása, a Grand Hotel, a Palazzo Massio és a pénzügyminisztérium építése is újabb épületrészek lebontásával járt. 1889-ben megalapították a római nemzeti múzeumot, a Museo Nazionale Romanót és úgy döntöttek hogy a gyűjtemény egy részét a fürdő területén helyezik el. A múzeumot 1890. június 1-jén nyitották meg a nagyközönség számára.

### 20. század
A Közoktatásügyi Minisztériumban 1907-ben döntötték el, hogy nagyszabású ásatásokat és helyreállítási munkálatokat fognak végezni a fürdő területén, de a munkát hátráltatta, hogy egyes részei magánkézben voltak és a tulajdonosok tiltakoztak ellene. A feltárásokat csak 1911-ben tudták megkezdeni, amikor a magánkézben lévő területeket kisajátították. Az eredeti falakról lebontották a hozzáépítések nagy részét, feltárták a natatio maradványait, amennyire lehetett eredeti állapotába állították vissza a Santa Maria degli Angeli-templom jobb oldalhajója melletti hét helyiséget. Ezekben és a natatio keleti oldalán lévő termekben helyezték el a múzeum gyűjteményét. Ezenkívül lebontották a templom 18. századi homlokzatát, amelyet Vanvitelli épített, így napvilágra került a caldarium két apszisa. A harmincas években lebontották a gabonatárolókat. Ezután napjainkig a további munkálatok során csak állagmegóvást végeztek, az épületkomplexum szerkezetét nem módosították.

## Az épületkomplexum részei

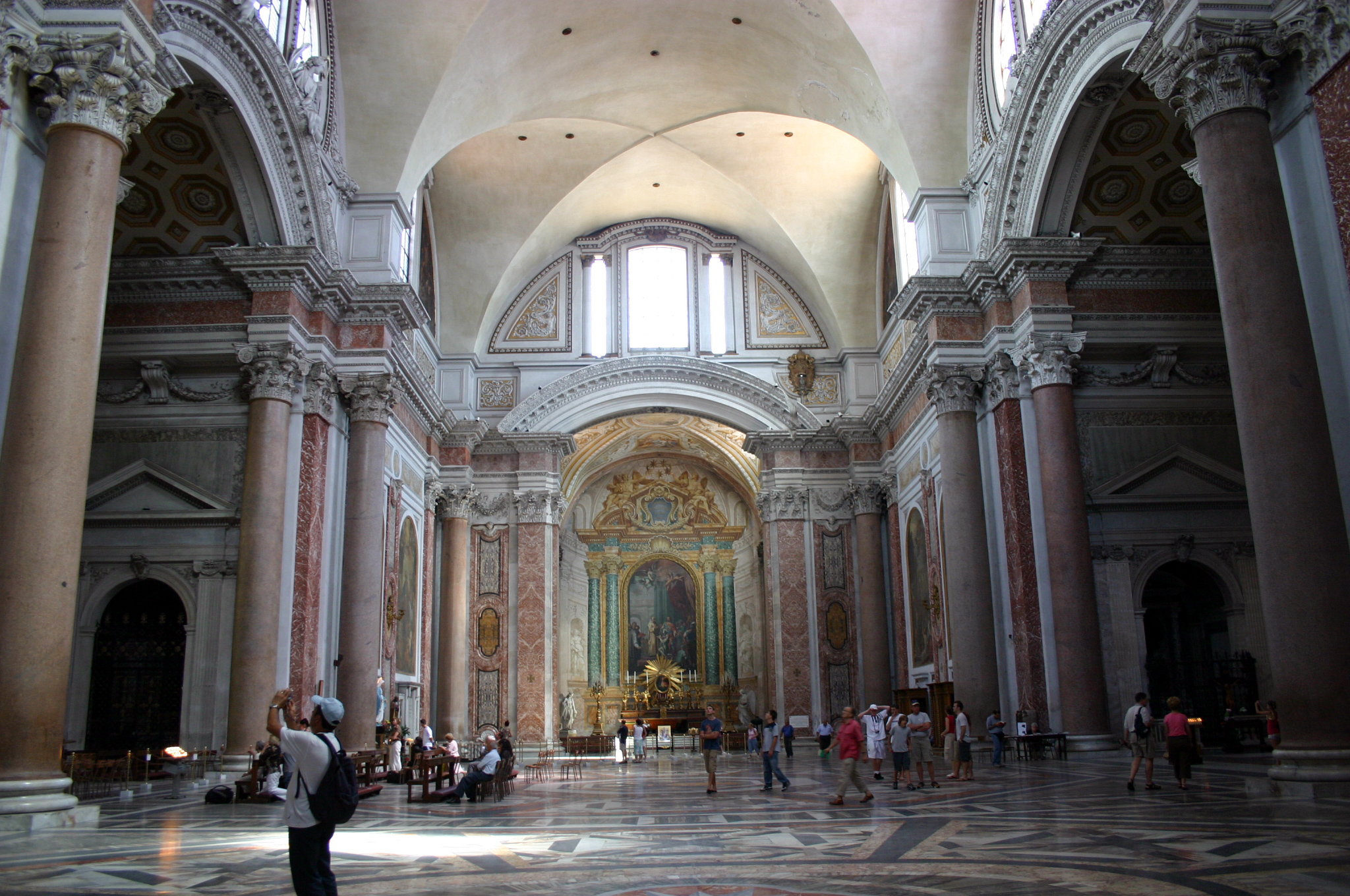
A Santa Maria degli Angeli-templom belseje

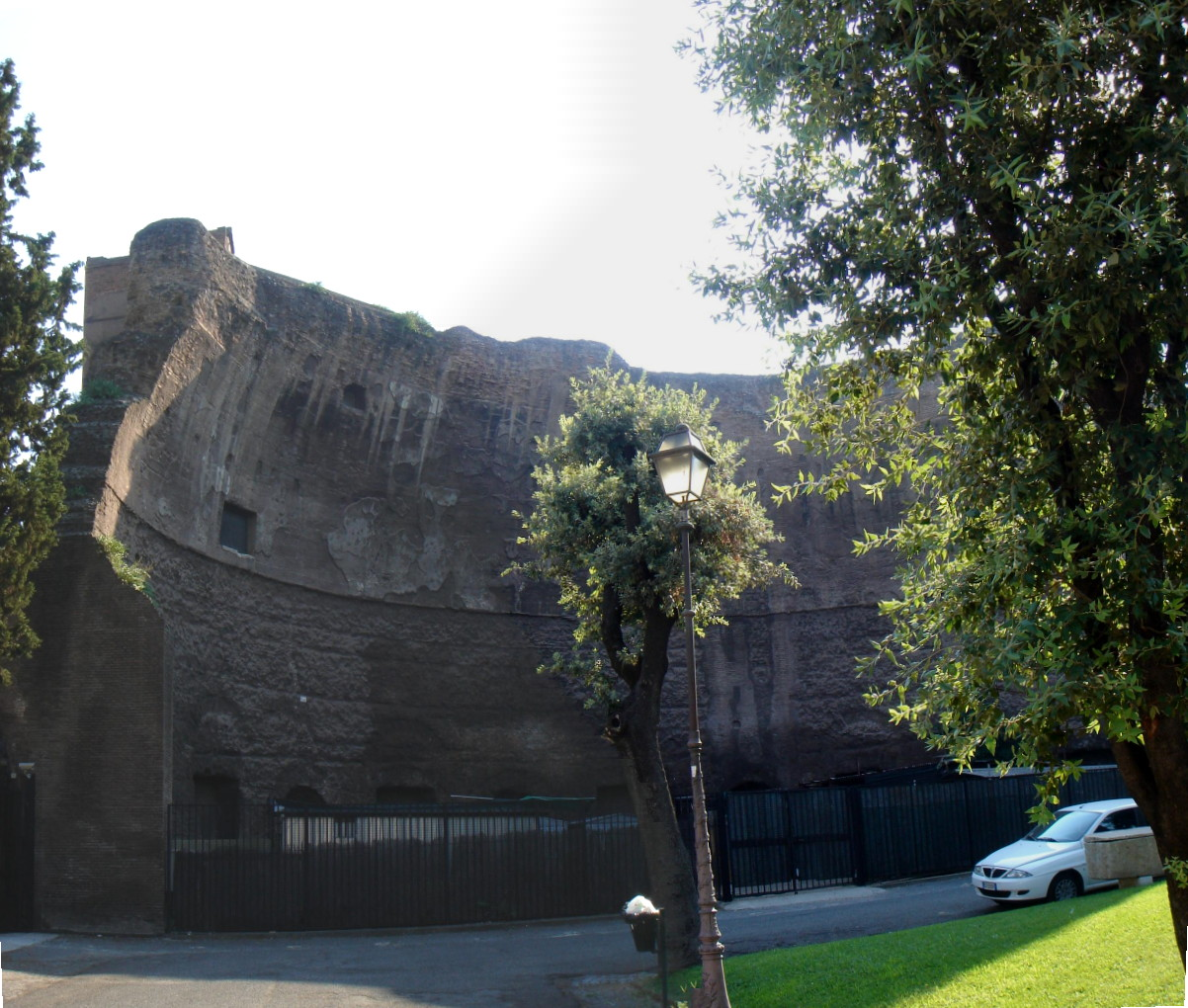
A ciszterna maradványa

A fürdő 13,5 hektáros területet foglalt el. Alaprajza Traianus és Caracalla termáinak mintáját követte. Érdekesség, hogy a három fürdő egyvonalban helyezkedett el, egymástól nagyjából egyforma távolságra. A számos átalakítás ellenére az épület alaprajza viszonylag könnyen rekonstruálható. A külső falak egy 376 x 361 méteres négyszög alakú területen feküdtek. Főbejárata az északnyugati fal közepén helyezkedett el. A főbejárat mellett mindkét oldalon szimmetrikusan kialakított helyiségek voltak, ebből négy nagyméretű, félkör alakú apszissal ellátott termet oszlopokkal és fülkékkel díszítettek. A hosszabb, északnyugati és délkeleti oldalakon hat-hat félkör vagy négyszög alakú helyiséget építettek, ebből az egyik egy második bejáratként funkcionált. A negyedik, délnyugati oldalon egy hatalmas, lépcsőkkel és oszlopokkal díszített esedrát emeltek, amelyet valószínűleg színházi előadásokra használtak. A mellette két oldalt kialakított helyiségek könyvtárak lehettek. A fal két sarkába kör alakú négy bejárattal rendelkező termek kerültek. A falak és a főépület közé parkot telepítettek, amelyet szobrokkal, kutakkal és kisméretű, kápolnaszerű épületekkel díszítettek. Az udvar közepén áll a tulajdonképpeni fürdő épülete, egy körülbelül 250 x 180 méteres területen. Rövidebb átlója köré emelték a fürdő legfontosabb helyiségeit, a 2500 négyzetméter területet elfoglaló natatiót (uszoda), a három keresztboltívvel lefedett frigidariumot, a kör alaprajzú tepidariumot, és a hosszú, keskeny, négy oldalán apszissal ellátott caldariumot. A fürdő két rövidebb oldalára került egy-egy oszlopokkal díszített tornacsarnok. Melléjük több egymásba nyíló termet építettek, amelyek szerepét eddig nem sikerült kellőképpen tisztázni. A tornacsarnokokból nyíltak a két apszisos, ovális alakú öltözőhelyiségek, ahonnan az uszodát is könnyen megközelíthették. A frigidariumból mindkét oldalon hat-hat helyiség nyílt. A frigidarium és a caldarium között egy hosszú szervizfolyosó épült, amelynek padlószintje a többi helyiséghez képest alacsonyabban volt. Végül a caldariumból két oldalon három-három négyszögletes, szintén fűtött terem nyílt. A vízellátást a „Aqua Marcia” elnevezésű vízvezeték biztosította, amely a Porta Tiburtina irányából érkezett, majd a fürdő külső, délkeleti fala mellé ásott ciszternába ömlött. A nagyméretű ciszternát oszlopokkal több részre osztották, szélessége elérte a 91 hosszúsága a 16 métert. Később ezt a ciszternát megszüntették és a kerítésen belül alakítottak ki kisebb méterű tárolókat.

### A helyiségek díszítése
A fürdő díszítőelemeinek számos darabja maradt fenn, különösen a Santa Maria degli Angeli-templom belsejében (nyolc nagyméretű, egy darabból álló vörösgránit oszlop, oszlopfők, oltárrészletek), ezenkívül az ásatások során számos töredék került elő (oszlopfődarabok, domborműves keretek részletei, faragott oszlopfők). A külső falakat egy bizonyos magasságig márványlapokkal burkolták, felette színes stukkóval díszítették. A medencék oldalát és alját is márványlapokkal fedték le, ennek maradványai a natatioban láthatók. A falak egyhangúságát megtörő szobrok elhelyezésére szolgáló falfülkék egy részét is színes márvánnyal díszítették, másik részét üvegmozaikkal borították. A padlót mozaikokkal fedték be, ezeknek egy része fennmaradt. A napjainkra megsemmisült mozaikok egy részéről is maradtak ránk dokumentumok, ez annak köszönhető, hogy az évszázadok során számos rajzot készítettek róluk. A fürdő szobordíszítéséről keveset tudunk, az ásatások során csak néhány szobortöredék került elő. A legtöbb szobrot a natatio és a frigidarium területén helyezték el. A díszítés során számos korábban készült alkotást is felhasználtak, ilyen például egy férfiszobor torzója, egy Aphrodite szobor, és egy atléta szobrának a feje, amelyek Hadrianus korából származnak. Ezenkívül számos múzeumban találhatók szobrok, melyek valószínűleg a fürdőből származnak. A késő császárkori szokásnak megfelelően a kertet is szobrokkal díszítették. Az írott források szerint galériákat alakítottak ki, ahol filozófusok és költők mellszobrait helyezték el. A nápolyi Museo Archeologicóban nemrég beazonosított tizennégy portré valószínűleg innen származik. Ezenkívül már a 15. századtól kezdve az írott források számos művet említenek, de az adatok olyan pontatlanok, hogy ezek alapján nem lehetséges az olaszországi és külföldi múzeumokba szétszóródott alkotások azonosítása. A fürdőből származik a Vatikáni Múzeumban őrzött, egy darab vörös gránitból kifaragott 4 méter átmérőjű medence is. Ezenkívül négy kisebb medencét tudtak azonosítani, ebből egy vörös gránit medencét szintén a Vatikáni Múzeumokban, egy zöld porfír medencét a Museo Nazionale Romanóban, és két szürke gránit medencét Berlinben.